# Бальмонт Борис Володимирович
Борис Володимирович Бальмонт (6 жовтня 1927, місто Шуя, тепер Івановської області, Росія — 16 лютого 2022) — радянський державний діяч, міністр верстатобудівної та інструментальної промисловості СРСР. Кандидат у члени ЦК КПРС у 1981—1983 роках. Член ЦК КПРС у 1983—1989 роках. Депутат Верховної Ради СРСР 10—11-го скликань. Герой Соціалістичної Праці (6.09.1978). Доцент (1965). Почесний член Російської академії космонавтики імені Ціолковського.

## Життєпис
Народився в місті Шуя Іваново-Вознесенської губернії в родині службовців. Внучатий племінник відомого поета Костянтина Бальмонта. Закінчив сім класів школи № 2 міста Шуї. У 1943—1946 роках служив у Радянській армії та навчався в спецшколі ВПС № 3 міста Іваново, здобув середню освіту.
З 1946 року — студент Московського авіаційно-технологічного інституту. З 1950 року — студент Московського вищого технічного училища імені Баумана. У 1952 році закінчив Московське вище технічне училище імені Баумана.
З 1952 року працював на оборонному заводі № 205 в місті Саратові: інженер-конструктор, старший інженер, заступник начальника цеху, начальник цеху.
Член КПРС з 1956 року.
У 1956—1960 роках — головний інженер, у 1960—1965 роках — директор оборонного заводу № 205 в місті Саратові.
У 1965—1972 роках — начальник 6-го Головного управління Міністерства загального машинобудування СРСР. З 1972 року — начальник 8-го Головного управління — член колегії Міністерства загального машинобудування СРСР. З 1973 по 1976 рік — заступник міністра загального машинобудування СРСР.
З 1976 по лютий 1981 року — 1-й заступник міністра загального машинобудування СРСР. У 1976 році був призначений головою Міжвідомчої координаційної ради з створення космічного комплексу «Енергія-Буран».
Указом Президії Верховної Ради СРСР від 6 вересня 1978 року за видатні заслуги у виконанні завдань уряду СРСР Бальмонту Борису Володимировичу присвоєно звання Герой Соціалістичної Праці з врученням ордена Леніна і золотої медалі «Серп і Молот».
З 20 лютого 1981 по 19 липня 1986 року — міністр верстатобудівної та інструментальної промисловості СРСР.
З липня 1986 року — персональний пенсіонер союзного значення в Москві.
У 1987—1992 роках — радник-посланник з економічних питань посольства СРСР у Федеративній Республіці Німеччині.
Проживав в місті Москві. Головний експерт Російського авіаційно-космічного центру.
Помер 16 лютого 2022 року.

## Нагороди і звання
- Герой Соціалістичної Праці (6.09.1978)
- чотири ордени Леніна (17.06.1961, 26.07.1966, 25.10.1971, 6.09.1978)
- орден Пошани (Російська Федерація) (12.12.2011)
- Державна премія СРСР (4.11.1976)
- Премія уряду Російської Федерації імені Юрія Гагаріна в галузі космічної діяльності (в складі групи, за 2016 рік)
- Почесний громадянин Старої Загори (1981)[2]